# Матчи сборной Польши по футболу 1934

Сборная Польши во время исполнения гимна перед матчем с датчанами. 1934 год.

В 1934 году сборная Польши провела 6 товарищеских матчей, одержав 1 победу, один матч закончив вничью и потерпев 4 поражения. Разница мячей 16:22.
11 апреля 1934 года, за четыре дня до ответного матча в отборочном турнире на Чемпионат Мира, МИД Польши, по не до конца понятной причине, издал запрет на поездку сборной в Прагу. В Италию поехала Чехословакия, позднее завоевавшая там серебряные медали.
«Легия» и «Рух» (Гайдуки-Велки) успешно провели международные матчи. «Легия» одержала дома победу над венской «Аустрией» 3:1, а «Рух» в Мюнхене переиграл 30 декабря местную «Баварию», 1:0.
Бомбардиры сборной Польши в 1934 году:
- Юзеф Наврот[пол.] — 3 гола;
- Эрнест Вилимовский — 3 гола;
- Герард Водаж — 3 гола;
- Генрик Мартына[пол.] — 2 гола;
- Кароль Пазурек[пол.] — 2 гола;
- Эвальд Урбан[пол.] — 1 гол;
- Ришард Лысаковский[пол.] — 1 гол;
- Теодор Петерек — 1 гол.

## Матч № 47
Товарищеский матч
| Дания                                          | 4:2 отчёт (недоступная ссылка) | Польша               |
| Кай Ульдалер 8′, 38′ · Паули Юргенсен 48′, 74′ | Голы                           | Юзеф Наврот 50′, 75′ |

| | Составы  | | |
| Свенд Енсен, Эли Ларсен, Кнуд Христоферсен, Свен Санвиг, Вальдемар Лаурсен, Генри Хансен, Эйолф Клевен, Паули Юргенсен, Кай Ульдалер, Георг Тааруп, Оскар Юргенсен, |          | Спиридон Албаньский, Генрик Мартына, Юрий Буланов, Юзеф Котлярчик, Александр Мысяк, Эвальд Урбан, Михал Матыас, Юзеф Наврот, Эрнест Вилимовский, Герард Водаж, Ян Котлярчик | Спиридон Албаньский, Генрик Мартына, Юрий Буланов, Юзеф Котлярчик, Александр Мысяк, Эвальд Урбан, Михал Матыас, Юзеф Наврот, Эрнест Вилимовский, Герард Водаж, Ян Котлярчик |
| Ганс Стеффенсен | Запасные | Владислав Щепаняк | Владислав Щепаняк |

## Матч № 48
Товарищеский матч
| Швеция                                        | 4:2 отчёт (недоступная ссылка) | Польша                                   |
| Свен Йонассон 13′ · Торе Келлер 40′, 70′, 76′ | Голы                           | Юзеф Наврот 26′ · Эрнест Вилимовский 59′ |

| | Составы  | | |
| Андерс Рыдберг, Нильс Аксельссон, Свен Андерссон, Руне Карлссон, Нильс Розен, Эрнст Андерссон, Гунар Ольссон, Рагнар Густафссон, Свен Йонассон, Торе Келлер, Гунар Янссон |          | Спиридон Албаньский, Юрий Буланов, Юзеф Котлярчик, Ян Котлярчик, Александр Мысяк, Эвальд Урбан, Юзеф Наврот, Эрнест Вилимовский, Герард Водаж, Генрик Мартына, Ян Паёнк | Спиридон Албаньский, Юрий Буланов, Юзеф Котлярчик, Ян Котлярчик, Александр Мысяк, Эвальд Урбан, Юзеф Наврот, Эрнест Вилимовский, Герард Водаж, Генрик Мартына, Ян Паёнк |
| | Запасные | Михал Матыас , Теодор Петерек | Михал Матыас , Теодор Петерек |

## Матч № 49
Товарищеский матч
| Югославия                                               | 4:1 отчёт (недоступная ссылка) | Польша                 |
| Бранислав Секулич 24′, 42′, 51′ · Благое Марьянович 78′ | Голы                           | Эрнест Вилимовский 54′ |

| | Составы  | | |
| Милован Якшич, Иван Белошевич, Йозо Матошич, Милирад Арсеньевич, Иван Гайер, Густав Лехнер, Александар Тирнанцич, Благое Марьянович, Бранислав Секулич, Иван Петрак, Светислав Глисович |          | Генрик Фрымаркевич 89', Генрик Мартына, Юрий Буланов, Юзеф Котлярчик, Юзеф Жижка, Эдмунд Маёвски, Теодор Петерек, Юзеф Наврот, Эрнест Вилимовский, Герард Водаж, Францишек Цебуляк | Генрик Фрымаркевич 89', Генрик Мартына, Юрий Буланов, Юзеф Котлярчик, Юзеф Жижка, Эдмунд Маёвски, Теодор Петерек, Юзеф Наврот, Эрнест Вилимовский, Герард Водаж, Францишек Цебуляк |
| | Запасные | Антоний Келлер 89', Владислав Щепаняк | Антоний Келлер 89', Владислав Щепаняк |

## Матч № 50
Товарищеский матч
| Польша                                      | 2:5 отчёт (недоступная ссылка) | Третий Рейх                                                                       |
| Эрнест Вилимовский 28′ · Кароль Пазурек 55′ | Голы                           | Эрнст Лехнер 15′, 80′ · Кароль Хохманн 71′ · Отто Зиффинг 78′ · Фридрих Щепан 83′ |

| | Составы  | | |
| Мариан Фонтович, Генрик Мартына, Юрий Буланов, Юзеф Котлярчик, Ян Котлярчик, Александр Мысяк, Отто Рейснер, Кароль Пазурек, Эрнест Вилимовский, Герард Водаж, Юзеф Наврот |          | Фридрих Бухлох, Пауль Янес, Пауль Зелинский, Рейнхольд Мюнценберг, Якоб Бендер, Эрнст Лехнер, Отто Зиффинг, Кароль Хохманн, Вильгельм Буш, Фридрих Щепан, Йозеф Фатх | Фридрих Бухлох, Пауль Янес, Пауль Зелинский, Рейнхольд Мюнценберг, Якоб Бендер, Эрнст Лехнер, Отто Зиффинг, Кароль Хохманн, Вильгельм Буш, Фридрих Щепан, Йозеф Фатх |
| Юзеф Цишевски | Запасные | | |

## Матч № 51
Товарищеский матч
| Польша                                     | 3:3 отчёт (недоступная ссылка) | Румыния                                   |
| Генрик Мартына 11′, 63′ · Эвальд Урбан 60′ | Голы                           | Стефан Добай 17′, 86′ · Георге Циолац 52′ |

| | Составы  | | |
| Мариан Фонтович, Генрик Мартына, Юрий Буланов, Юзеф Цишевски, Кароль Дзивич, Ян Котлярчик, Александр Мысяк, Эвальд Урбан, Юзеф Наврот, Эрнест Вилимовский, Владислав Круль |          | Карол Бурдан, Василе Хиройу, Георге Альбу, Василе Дехелеану, Андрей Цриза, Иосиф Моравец, Сильвиу Биндеа, Николае Ковач, Георге Циолац, Петеа Вальцов, Стефан Добай | Карол Бурдан, Василе Хиройу, Георге Альбу, Василе Дехелеану, Андрей Цриза, Иосиф Моравец, Сильвиу Биндеа, Николае Ковач, Георге Циолац, Петеа Вальцов, Стефан Добай |
| Адольф Циммер 82', Мечислав Бальцер , Эдмунд Маёвски | Запасные | | |

## Матч № 52
Товарищеский матч
| Латвия                                       | 2:6 отчёт (недоступная ссылка) | Польша                                                                                        |
| Александрас Приеде 31′ · Херманис Йенихс 33′ | Голы                           | Кароль Пазурек 10′ · Герард Водаж 15′, 55′, 63′ · Рышард Лысаковский 30′ · Теодор Петерек 44′ |

| | Составы  | | |
| Альфредс Лаздинш, Феликсс Зандбергс, Рудольфс Славишеньс, Альбертс Шейбелис, Янис Лидманис, Арнольдс Тауриньш, Херманис Йенихс, Александрас Приеде, Хуго Витолс, Вацлавс Бордуско, Анисимс Павловс |          | Стефан Доманьский, Владислав Карасяк, Антоний Галецкий, Мариан Шаллер, Владислав Щепаняк, Константы Халишка, Витольд Выпиёвский, Рышард Лысаковский, Теодор Петерек, Кароль Пазурек, Герард Водаж | Стефан Доманьский, Владислав Карасяк, Антоний Галецкий, Мариан Шаллер, Владислав Щепаняк, Константы Халишка, Витольд Выпиёвский, Рышард Лысаковский, Теодор Петерек, Кароль Пазурек, Герард Водаж |
| Александрс Станкус | Запасные | | |